# Murgh makhani
Butter chicken eller murgh makhani er en indisk/pakistansk ret. Den er populær i indiske/pakistanske restauranter i hele verden. Butter chicken serveres som oftest sammen med nan eller roti og ris.
Retten laves ved at marinere kylling i yoghurt over natten. Man tilsætter krydderier, typisk garam masala, ingefær, koriander og hvidløg. Kyllingen bliver så bagt i en ovn.
Retten indeholder også en sauce ved navn makhani, som består af smør, tomater, mandler og forskellige krydderier. Når saucen og kyllingen er klar parterer man kyllingen op og tilføjer saucen.

## Links
- opskrift Arkiveret 4. marts 2016 hos  Wayback Machine